# خانه میردامادی
خانه میردامادی مربوط به دوره صفوی - دوره قاجار است و در اصفهان، خیابان عبدالرزاق، خیابان سنبلستان، جنب قصر جمیلان واقع شده و این اثر در تاریخ ۲۴ اسفند ۱۳۸۳ با شمارهٔ ثبت ۱۱۵۴۷ به‌عنوان یکی از آثار ملی ایران به ثبت رسیده است.